# Scambio visite
Lo scambio visite (o traffic exchange o ancora click-exchange) è una tecnica di web marketing esercitata all'interno di appositi network detti circuiti di scambio visite e finalizzata all'aumento del numero di visitatori per tutti i siti web registrati all'interno del circuito, secondo una filosofia di aiuto reciproco (l'utente A visita il sito dell'utente B e quindi l'utente B visita il sito dell'utente A). È proprio la reciprocità delle visite a distinguere i circuiti di scambio visite dai servizi Paid To Click, che sono esclusivamente dedicati alla pubblicità a pagamento, dove l'inserzionista paga per promuovere il suo sito web e dove i soldi pagati vengono spartiti tra gli utenti che visualizzano le pubblicità (pagati per cliccare) e il gestore del servizio.

## Filosofia di base
L'utente di un circuito di scambio visite registra il suo sito web all'interno del network. Una volta compiuto questo passaggio (che può necessitare o meno di approvazione manuale da parte degli amministratori del servizio) l'utente dovrà visitare gli altri siti web registrati all'interno del circuito. Per ogni visita valida l'utente riceve dei crediti, che può quindi spendere per ricevere a sua volta visite dagli altri membri. Da ciò segue che, attraverso il sistema dei crediti, gli utenti ricavano vantaggi reciproci ricevendo il giusto compenso proporzionato alla loro attività all'interno del circuito di scambio visite. È solitamente ammessa anche la compravendita dei crediti, che permette agli utenti di usufruire dei servizi di scambio visite seguendo una filosofia commerciale basata sul pagamento della pubblicità per il proprio sito web.

## Tipologie
Esistono due tipi di circuiti: gli auto-surf e i manual-surf: i primi automatizzano la procedura di visita dei vari siti web e permettono all'utente di guadagnare crediti anche senza essere presente al computer (sono infatti concepiti come generatori artificiali di traffico per siti web e finalizzati esclusivamente all'incremento del numero di visite), mentre i secondi richiedono l'intervento dell'utente ad ogni visita (e sono quindi concepiti per ottenere nuove interazioni tra gli utenti ed il sito).

## Caratteristiche dei circuiti di scambio visite
Ogni circuito di scambio visite fissa un regolamento che l'utente deve approvare all'atto dell'iscrizione e che stabilisce quali tipologie di siti web sono ammesse alla promozione. Inoltre viene stabilito il numero di crediti guadagnati per ogni visita effettuata in rapporto al numero di crediti da spendere per ottenere una visita al proprio sito web. Molti circuiti di scambio visite offrono anche agli utenti la possibilità di acquistare degli abbonamenti che permettano loro di aumentare il numero di crediti guadagnati per ogni visita e/o di ottenere funzioni aggiuntive nel circuito.

## Incentivi per gli utenti
Per aumentare l'interazione degli utenti con i siti web promossi, molti circuiti di scambio visite impongono un limite minimo di tempo di permanenza sul sito affinché la loro visita venga conteggiata. Alcuni offrono anche un modulo per commentare i siti web visualizzati. Molti circuiti di scambio visite offrono anche incentivi agli utenti che consigliano ad altre persone di iscriversi (mediante un sistema di referral), tra cui la possibilità di ricevere una percentuale dei crediti guadagnati da ogni utente fatto iscrivere.

## Google AdSense sui siti web promossi nei circuiti di scambio visite
I siti web che partecipano ai programmi di scambio visite non possono ospitare annunci pubblicitari di Google AdSense, in quanto Google non ammette l'incremento artificioso delle visualizzazioni dei banner pubblicitari di AdSense.